# Discografia de Amy Winehouse
A discografia de Amy Winehouse, cantora e compositora britânica, consiste em três álbuns de estúdio, um de vídeo e ao vivo, uma compilação póstuma e uma caixa para coleccionadores, compilando as edições padrão e deluxe dos seus dois discos de originais. Lançou também quinze singles (incluindo quatro como artista convidada) e treze vídeos musicais. As suas vendas discográficas são avaliadas em mais de 30 milhões de discos mundiais e mais de 5 milhões apenas no Reino Unido. Winehouse fez a sua primeira aparência nas tabelas musicais mundiais em 2003 com o trabalho de estreia, Frank, depois de assinar contrato com a editora discográfica Island Records. "Stronger Than Me", "Take the Box", e os duplos "In My Bed"/"You Sent Me Flying" e "Fuck Me Pumps"/"Help Yourself" foram as faixas que promoveram o seu acto de estreia que falharam entrar nas tabelas musicais mundiais, à excepção da UK Singles Chart do Reino Unido. 
Interpreta diversos estilos musicais diferentes, como soul, jazz e R&B. O seu disco de estreia introduziu o neo soul na carreira da artista, que resultou no alcance da quinta posição da UK Albums Chart, e mais tarde na atribuição de três platinas no Reino Unido. Em 2006, resultante de uma relação conturbada, Back to Black chegou à liderança de várias tabelas musicais, em território britânico, na Alemanha, na Austrália, entre outros países. O álbum foi editado numa versão padrão e deluxe, que juntas renderam oito platinas certificadas pela BPI. "Rehab", "You Know I'm No Good", "Back to Black", "Tears Dry on Their Own", "Love Is a Losing Game" e "Just Friends" foram os singles lançados para promover o seu segundo disco de originais. Após o falecimento da cantora, foi lançada a compilação póstuma Lioness: Hidden Treasures, que vendeu mais de dois milhões de exemplares em todo o mundo. Winehouse também colaborou com outros músicos, como em "Valerie" com Mark Ronson, e ainda com Mutya Buena em "B Boy Baby", para o trabalho Real Girl.

## Álbuns

### Álbuns de estúdio
| Título | Melhor posição nas tabelas musicais | Melhor posição nas tabelas musicais | Melhor posição nas tabelas musicais | Melhor posição nas tabelas musicais | Melhor posição nas tabelas musicais | Melhor posição nas tabelas musicais | Melhor posição nas tabelas musicais | Melhor posição nas tabelas musicais | Melhor posição nas tabelas musicais | Melhor posição nas tabelas musicais | Melhor posição nas tabelas musicais | Melhor posição nas tabelas musicais | Melhor posição nas tabelas musicais | Melhor posição nas tabelas musicais | Melhor posição nas tabelas musicais | Vendas                                     | Certificações |
| Título | ALE                                 | AUT                                 | BEL                                 | EUA                                 | ESP                                 | FRA                                 | GRE                                 | IRL                                 | ITA                                 | NZ                                  | PB                                  | POL                                 | PRT                                 | RU                                  | SUI                                 | Vendas                                     | Certificações |
| --- | ----------------------------------- | ----------------------------------- | ----------------------------------- | ----------------------------------- | ----------------------------------- | ----------------------------------- | ----------------------------------- | ----------------------------------- | ----------------------------------- | ----------------------------------- | ----------------------------------- | ----------------------------------- | ----------------------------------- | ----------------------------------- | ----------------------------------- | ------------------------------------------ | --- |
| Frank - Lançamento: 20 de Outubro de 2003 - Editora discográfica: Island - Formato(s): Vinil, CD, descarga digital         | 9                                   | 5                                   | 16                                  | 33                                  | 6                                   | 9                                   | 11                                  | 15                                  | 7                                   | 22                                  | 7                                   | 5                                   | 10                                  | 3                                   | 16                                  | - : 1 milhão - : 315 mil - : 3 milhões     | - BVMI: Platina - ABPD: Ouro - AFP: Ouro - BPI: 3× Platina - IFPI: Platina                                             |
| Back to Black - Lançamento: 27 de Outubro de 2006 - Editora discográfica: Island - Formato(s): Vinil, CD, descarga digital | 1                                   | 1                                   | 1                                   | 2                                   | 1                                   | 1                                   | 1                                   | 1                                   | 1                                   | 1                                   | 1                                   | 1                                   | 1                                   | 1                                   | 1                                   | - : 4 milhões - : 3 milhões - : 20 milhões | - BVMI: 6× Platina - ABPD: Diamante - RIAA: 3× Platina - AFP: 2× Platina - BPI: 13× Platina (total) - IFPI: 7× Platina |

### Álbuns de vídeo
| Título | Melhores posições nas tabelas musicais | Melhores posições nas tabelas musicais | Melhores posições nas tabelas musicais | Melhores posições nas tabelas musicais | Melhores posições nas tabelas musicais | Melhores posições nas tabelas musicais | Certificações | Notas |
| Título | BRA                                    | FRA                                    | PB                                     | ITA                                    | PRT                                    | RU                                     | Certificações | Notas |
| --- | -------------------------------------- | -------------------------------------- | -------------------------------------- | -------------------------------------- | -------------------------------------- | -------------------------------------- | --- | --- |
| I Told You I Was Trouble: Live in London - Lançamento: 5 de Novembro de 2007 - Editora: Universal - Formatos: DVD, descarga digital | 8                                      | 1                                      | 1                                      | 1                                      | 2                                      | 3                                      | - BVMI: Platina - CAPIF: Platina - ARIA: Ouro - IFPI: Ouro - ABPD: Diamante - RIANZ: Ouro - AFP: Platina - BPI: Platina | - O concerto foi gravado na Shepherds Bush Empire em Londres, Inglaterra - Também inclui um documentário sobre a ascensão à fama da cantora. |

### Álbuns de compilação
| Ano                                          | Detalhes | Melhores posições nas tabelas musicais | Melhores posições nas tabelas musicais | Melhores posições nas tabelas musicais | Melhores posições nas tabelas musicais | Melhores posições nas tabelas musicais | Melhores posições nas tabelas musicais | Melhores posições nas tabelas musicais | Melhores posições nas tabelas musicais | Melhores posições nas tabelas musicais | Melhores posições nas tabelas musicais | Melhores posições nas tabelas musicais | Melhores posições nas tabelas musicais | Melhores posições nas tabelas musicais | Melhores posições nas tabelas musicais | Melhores posições nas tabelas musicais | Vendas                                           | Certificações |
| Ano                                          | Detalhes | ALE                                    | AUS                                    | AUT                                    | CAN                                    | CS                                     | EUA                                    | ESP                                    | FRA                                    | NZL                                    | IRL                                    | PB                                     | POR                                    | SUE                                    | SUI                                    | RU                                     | Vendas                                           | Certificações |
| -------------------------------------------- | --- | -------------------------------------- | -------------------------------------- | -------------------------------------- | -------------------------------------- | -------------------------------------- | -------------------------------------- | -------------------------------------- | -------------------------------------- | -------------------------------------- | -------------------------------------- | -------------------------------------- | -------------------------------------- | -------------------------------------- | -------------------------------------- | -------------------------------------- | ------------------------------------------------ | --- |
| 2008                                         | Frank / Back to Black - Lançamento: 24 de Novembro de 2008 - Editora discográfica: Island Records - Formatos: 4 CD, caixa             | —                                      | 6                                      | —                                      | —                                      | —                                      | —                                      | —                                      | 38                                     | 16                                     | —                                      | —                                      | 19                                     | —                                      | 20                                     | 10                                     | - : 21 mil                                       | |
| 2011                                         | Lioness: Hidden Treasures - Lançamento: 2 de Dezembro de 2011 - Editora discográfica: Island Records - Formatos: CD, descarga digital | 3                                      | 8                                      | 1                                      | 5                                      | 1                                      | 5                                      | 2                                      | 2                                      | 2                                      | 4                                      | 1                                      | 1                                      | 1                                      | 1                                      | 1                                      | - : 750 mil - : 423 mil - : 58 mil - : 2,400,000 | - BVMI: Platina - ABPD: Platina - IFPI: Platina - PROMUSICAE: Platina - RIANZ: Ouro - AFP: Ouro - BPI: 2× Platina |
| "—" Não entrou na tabela musical deste país. | |                                        |                                        |                                        |                                        |                                        |                                        |                                        |                                        |                                        |                                        |                                        |                                        |                                        |                                        |                                        |                                                  | |

### Álbuns ao vivo
| Título                   | Detalhes                                                                              | Certificações |
| ------------------------ | ------------------------------------------------------------------------------------- | ------------- |
| Amy Winehouse at the BBC | - Lançamento: 12 de Novembro de 2012 - Editora: Universal Music - Formatos: CD, caixa | ABPD: Ouro    |

### EP
| Título                       | Detalhes                                                                              |
| ---------------------------- | ------------------------------------------------------------------------------------- |
| Sessions@AOL                 | - Lançamento: 1 de Junho de 2004 - Editora: Island - Formatos: Descarga digital       |
| iTunes Festival: London 2007 | - Lançamento: 13 de Agosto de 2007 - Editora: Island - Formatos: Descarga digital     |
| Back to Black: B-Sides       | - Lançamento: 15 de Janeiro de 2008 - Editora: Universal - Formatos: Descarga digital |

## Singles

### Como artista principal
| Ano                                                                              | Título                                   | Melhor posição nas tabelas musicais | Melhor posição nas tabelas musicais | Melhor posição nas tabelas musicais | Melhor posição nas tabelas musicais | Melhor posição nas tabelas musicais | Melhor posição nas tabelas musicais | Melhor posição nas tabelas musicais | Melhor posição nas tabelas musicais | Melhor posição nas tabelas musicais | Melhor posição nas tabelas musicais | Melhor posição nas tabelas musicais | Melhor posição nas tabelas musicais | Certificação                                                                               | Álbum         |
| Ano                                                                              | Título                                   | ALE                                 | AUS                                 | AUT                                 | EUA                                 | FRA                                 | IRL                                 | NOR                                 | NZ                                  | PB                                  | POL                                 | RU                                  | SUI                                 | Certificação                                                                               | Álbum         |
| -------------------------------------------------------------------------------- | ---------------------------------------- | ----------------------------------- | ----------------------------------- | ----------------------------------- | ----------------------------------- | ----------------------------------- | ----------------------------------- | ----------------------------------- | ----------------------------------- | ----------------------------------- | ----------------------------------- | ----------------------------------- | ----------------------------------- | ------------------------------------------------------------------------------------------ | ------------- |
| 2003                                                                             | "Stronger Than Me"                       | —                                   | —                                   | —                                   | —                                   | —                                   | —                                   | —                                   | —                                   | 87                                  | —                                   | 71                                  | —                                   |                                                                                            | Frank         |
| 2004                                                                             | "Take the Box"                           | —                                   | —                                   | —                                   | —                                   | —                                   | —                                   | —                                   | —                                   | —                                   | —                                   | 57                                  | —                                   |                                                                                            | Frank         |
| 2004                                                                             | "In My Bed"/"You Sent Me Flying"         | —                                   | —                                   | —                                   | —                                   | —                                   | —                                   | —                                   | —                                   | —                                   | 43                                  | 60                                  | —                                   |                                                                                            | Frank         |
| 2004                                                                             | "Pumps"/"Help Yourself"                  | —                                   | —                                   | —                                   | —                                   | —                                   | —                                   | —                                   | —                                   | —                                   | —                                   | 69                                  | —                                   |                                                                                            | Frank         |
| 2006                                                                             | "Rehab"                                  | 23                                  | 27                                  | 19                                  | 9                                   | 11                                  | 21                                  | 1                                   | 12                                  | 13                                  | 43                                  | 7                                   | 11                                  | - IFPI: Platina - RIAA: Platina - FIMI: Platina - RIANZ: Ouro - BPI: Prata - IFPI: Platina | Back to Black |
| 2007                                                                             | "You Know I'm No Good"                   | 77                                  | 89                                  | 50                                  | 77                                  | 17                                  | 39                                  | 12                                  | —                                   | 27                                  | 1                                   | 18                                  | 7                                   | - IFPI: Platina                                                                            | Back to Black |
| 2007                                                                             | "Back to Black"                          | 8                                   | 56                                  | 3                                   | —                                   | 15                                  | 11                                  | —                                   | 8                                   | 18                                  | 1                                   | 8                                   | 8                                   | - ABPD: Ouro - IFPI: Platina - FIMI: Platina - BPI: Prata - IFPI: Platina                  | Back to Black |
| 2007                                                                             | "Tears Dry on Their Own"                 | 56                                  | —                                   | —                                   | —                                   | 87                                  | 26                                  | —                                   | —                                   | 100                                 | —                                   | 16                                  | —                                   | - BPI: Prata                                                                               | Back to Black |
| 2007                                                                             | "Love is a Losing Game"                  | —                                   | —                                   | —                                   | —                                   | —                                   | 33                                  | —                                   | —                                   | 88                                  | —                                   | 33                                  | —                                   |                                                                                            | Back to Black |
| 2008                                                                             | "Just Friends"                           | —                                   | —                                   | —                                   | —                                   | —                                   | —                                   | —                                   | —                                   | —                                   | —                                   | —                                   | —                                   |                                                                                            | Back to Black |
| 2011                                                                             | "Body and Soul" (Dueto com Tony Bennett) | 31                                  | 97                                  | 36                                  | 87                                  | 27                                  | —                                   | —                                   | —                                   | 9                                   | —                                   | 40                                  | 35                                  | Lioness: Hidden Treasures                                                                  |               |
| 2011                                                                             | "Our Day Will Come"                      | —                                   | —                                   | —                                   | —                                   | 54                                  | —                                   | —                                   | —                                   | 52                                  | 27                                  | 29                                  | 69                                  | Lioness: Hidden Treasures                                                                  |               |
| "—" denota um título que não tenha entrado na tabela musical do respectivo país. |                                          |                                     |                                     |                                     |                                     |                                     |                                     |                                     |                                     |                                     |                                     |                                     |                                     |                                                                                            |               |

### Como artista convidada
| 2007                                                                             | "Valerie" (com Mark Ronson)        | 3 | 34 | 5 | 18 | 3 | 39 | 1 | 2   | 4 | Version              |
| 2007                                                                             | "B Boy Baby" (com Mutya Buena)     | — | —  | — | —  | — | —  | — | 73  | — | Real Girl            |
| 2010                                                                             | "It's My Party" (com Quincy Jones) | — | —  | — | 11 | — | —  | — | —   | — | Q: Soul Bossa Nostra |
| 2012                                                                             | "Cherry Wine" (com Nas)            | — | —  | — | —  | — | —  | — | 163 | — | Life Is Good         |
| "—" denota um título que não tenha entrado na tabela musical do respectivo país. |                                    |   |    |   |    |   |    |   |     |   |                      |

### Outras canções
| 2007                                                                             | "Valerie" (versão ao vivo a solo) | 48 | 35 | 33 | 37 | —  | Back to Black: Deluxe Edition                                           |
| 2008                                                                             | "Cupid"                           | —  | —  | —  | —  | 49 | Back to Black: Deluxe Edition                                           |
| 2011                                                                             | "Will You Still Love Me Tomorrow" | —  | —  | —  | 62 | —  | Lioness: Hidden Treasures, Bridget Jones: The Edge of Reason Soundtrack |
| "—" denota um título que não tenha entrado na tabela musical do respectivo país. |                                   |    |    |    |    |    |                                                                         |

## Vídeos musicais
| Ano  | Título                                       | Diretor                         |
| ---- | -------------------------------------------- | ------------------------------- |
| 2003 | "Stronger Than Me"                           | Enrico Zanetti                  |
| 2004 | "Take The Box"                               | Kyle Eaton                      |
| 2004 | "In My Bed"                                  | Paul Gore                       |
| 2004 | "Fuck Me Pumps"                              | Marlene Rhein                   |
| 2006 | "Rehab"                                      | Phil Griffin                    |
| 2007 | "You Know I'm No Good"                       | Phil Griffin                    |
| 2007 | "Back to Black"                              | Phil Griffin                    |
| 2007 | "Valerie"                                    | Robert Hales                    |
| 2007 | "Tears Dry on Their Own"                     | David LaChapelle                |
| 2007 | "Love Is a Losing Game" (versão de montagem) | —                               |
| 2007 | "Love Is a Losing Game" (versão ao vivo)     | —                               |
| 2008 | "Just Friends"                               | Anthony Mathile e Robert Semmer |
| 2011 | "Body and Soul" (com Tony Bennett)           | Dion Beebe                      |
| 2011 | "Our Day Will Come" (versão de montagem)     | —                               |

## Outras aparências
As canções listadas abaixo não foram lançadas em trabalhos por Amy Winehouse.
| Ano  | Título                                                  | Álbum                                |
| ---- | ------------------------------------------------------- | ------------------------------------ |
| 2005 | "Best for Me"                                           | The Unlikely Lad                     |
| 2008 | "Fool's Gold"                                           | Sex and the City, Vol. 2: More Music |
| 2012 | "Cherry Wine" (Nas com a participação de Amy Winehouse) | Life Is Good                         |